# Elite (musikalbum)
Elite är det svenska indierockbandet Firesides fjärde studioalbum, utgivet 2000 på skivbolaget Startracks och Stickman Records. Spåren på skivan är döpta efter datorspel till Commodore 64.

## Låtlista
1. "Elevator Action" - 4:59 (text: Kristofer Åström, Mattias Alkberg, Peter Nouttaniemi, musik: Pelle Gunnerfeldt)
2. "Fernandez Must Die" - 7:32 (musik: Pelle Gunnerfeldt)
3. "Thing on a Spring" - 6:17 (text: Kristofer Åström, musik: Frans Johansson, Pelle Gunnerfeldt)
4. "Hals und Beinbruch" - 6:59 (text: Kristofer Åström, musik: Pelle Gunnerfeldt)
5. "Desolator" - 3:27 (text: Kristofer Åström, musik: Pelle Gunnerfeldt)
6. "Elite" - 12:00 (musik: Pelle Gunnerfeldt)
7. "The Last V8" - 4:11 (Kristofer Åström)
8. "Cisco Heat" - 3:01 (text: Kristofer Åström, musik: Pelle Gunnerfeldt)
9. "Take a Down" - 9:44 (text: Kristofer Åström, musik: Pelle Gunnerfeldt)

## Medverkande
- Ola Broquist - bouzouki
- Pelle Gunnerfeldt - akustisk gitarr, elgitarr, bas, elpiano, slagverk, bakgrundssång, orgel, synth, trummor
- Jari Haapalainen - slagverk, mandolin
- Peter Hermansson - dragspel
- Hives Fans - bakgrundssång
- Frans Johansson - elgitarr, bas
- Per Nordmark - trummor, slagverk
- J. Ohlsson - orgel, synth, elpiano
- Christoffer Roth - trumpet, flugelhorn
- Kristofer Åström - akustisk gitarr, sång, synth, elgitarr

## Listplaceringar
| Lista (2000) | Topplacering |
| ------------ | ------------ |
| Sverige      | 40           |

## Hänvisningar till datorspel
Samtliga spår är döpta efter datorspel som släppts till Commodore 64.
1. Elevator Action - En spion har i uppdrag att infiltrera en byggnad med 30 våningar.
2. Fernandez Must Die - Uppdraget är att besegra en ond diktator men först finns många av hans medlöpare att ta sig förbi och gisslan att rädda.
3. Thing on a Spring - Ett plattformsspel där en fjäderförsedd leksaksfigur ska ta sig igenom banor av pusselkaraktär.
4. Hals und Beinbruch - Ett tvådimentionellt alpint skidspel.
5. Desolator - Spelaren ska kämpa sig igenom ett slott genom att slåss mot fiender.
6. Elite - Ett rymdhandelsspel som utspelar sig i en 3d-värld där det gäller att besöka olika planeter.
7. The Last V8 - Ett bilspel som utspelar sig i en dystopisk framtid och uppgiften är att ta sig i säkerhet från radioaktiv strålning.
8. Cisco Heat - Ett bilspel där spelaren kontrollerar en polisbil.
9. Take a Down - Amerikansk wrestling.